# (2499) Brunk
(2499) Brunk (1978 VJ7; 1975 EN3; 1975 EX2; 1977 RE5) ist ein ungefähr 16 Kilometer großer Asteroid des äußeren Hauptgürtels, der am 7. November 1978 von den US-amerikanischen Astronomen Eleanor Helin und Schelte John Bus am Palomar-Observatorium am Palomar Mountain etwa 80 Kilometer nordöstlich von San Diego (IAU-Code 675) entdeckt wurde. Er gehört zur Themis-Familie, einer Gruppe von Asteroiden, die nach (24) Themis benannt ist.

## Benennung
(2499) Brunk wurde nach dem US-amerikanischen Astronomen William E. Brunk (* 1928) benannt, der bei der National Aeronautics and Space Administration (NASA) tätig war – er leitete das Planetary Astronomy Program.